# Гуменюк Андрій Дмитрович
Андрій Дмитрович Гуменюк, позивний Кельт, (нар. 28 листопада 1957, Львів;— український письменник, живописець, боєць добровольчого батальйону ОУН, один із засновників у 1988 році Львівського театру імені Леся Курбаса.

## Життєпис
Народився 1957 року у Львові в сім'ї ветерана УПА Дмитра-Олеся Гуменюка.
У 1984 році закінчив Львівську національну академію мистецтв.
Протягом 1986—2002 років був членом мистецького об'єднання «Шлях».
Один із засновників у 1988 році Львівського театру ім. Леся Курбаса, де до початку війни пропрацював художником-постановником.
Учасник Помаранчевої революції та Революції Гідності.
З початком війни у 2014 році став волонтером, згодом парамедиком.
З 2016 року — боєць Добровольчого батальйону ОУН.

## Участь у виставках
- 1989

«Живопис та графіка» (Монреаль, Оттава, Торонто)
- 2001

«Живопис» (галерея MAJANA, Нью-Йорк, США)
- 2002

Всеукраїнський Мистецький проект «Культурний герой» (Одеса, Львів, Київ)
- 2004

Куратор мистецько-політичної акції «ДОСИТЬ» (галерея «Дзиґа», Львів)
- 2008

«15-ть» (галерея «Дзиґа», Львів)
- 2010

Забави дитячі (арт-центр «Я Галерея», Київ)
«Біла шапочка» (галерея «Дзиґа», Львів)
- 2011

Паперові війни, LITEXPO
(в рамках Art Vilnius 2011, Вільнюс)

## Книжки
«Пісні війни», 2018 Видавництво «Сполин»
«Африка», 2022 (Видавництво Старого Лева)

### Книга «Африка»
Книжка львівського живописця Андрія Гуменюка (Кельта) «Африка» — це збірка біографічних новел-нотаток про війну. До книжки увійшли також і малюнки автора. Усе, що автор описав у цій книзі, написано на реальних подіях, усі події прямо чи опосередковано пов'язані з війною. Це чесна розповідь від очевидця.

## Нагороди
- 2023 — спеціальна відзнака UA: Радіо Культура[4]